# Lexator (Schiff)
Die Lexator ist ein Fahrgast- und Eventschiff in Berlin und wurde als Tagesausflugsschiff und für Themenfahrten eingesetzt. Sie ist für maximal 290 Personen zugelassen. Ab 2019 wurde das Schiff festliegend am Riveufer in Halle als Eventkahn genutzt, mittlerweile ist es unter anderem auf der Spree im Einsatz.

## Geschichte
Das Schiff wurde im Jahr 1928 auf der Werft Fritz Beck in Woltersdorf bei Berlin gebaut und unter dem Namen Helgoland in Fahrt gebracht.
Das Motorschiff gehörte mit der Indienststellung dem Reeder Richard Hilliges mit Sitz in Berlin-Rahnsdorf. Es war damals 18 Meter lang und 3,22 Meter breit und für die Beförderung von 127 Personen zugelassen. Hilliges führte mit diesem und seinem zweiten Schiff, der Müggelhort, Tourenfahrten nach eigenem Fahrplan durch. Er betrieb auch die Fähre Rahnsdorf.
In der Zeit nach dem Zweiten Weltkrieg befand sich die Helgoland im Besitz von Albert Becker aus Berlin-Plötzensee. Er setzte das Schiff mit maximal 99 Personen für Sonderfahrten und Rundfahrten ab Hallesches Tor am Landwehrkanal bzw. ab Tegelort und Konradshöhe zur Pfaueninsel ein. Im Jahr 1954 erhielt es den Namen Baldur. Eine erneute Umbenennung fand 1965 statt, das Schiff erhielt nun den Namen Santa Flora. 
1966 wurde es von der Spandauer Reederei Völker übernommen, die es auf 29,30 Meter verlängern und auf 5,20 Meter verbreitern ließ. Mit dem neuen Namen Cookie, nach einem von dem Schauspieler Edward Byrnes in der Fernsehserie Sunset strip 77 dargestellten Detektiv, wurde es wieder in Fahrt gebracht. Ab 1977 war die Reederei Heinz Riedel neuer Eigner des Schiffes und ließ es bis zum Umbau 1984 weiter unter dem Namen Cookie fahren. Nach diesem Umbau wurde es in Kreuzberg umgetauft. Das Schiff war jetzt 39,82 Meter lang und 5,21 Meter breit und für 400 Personen zueglassen. Unter dem Namen Kreuzberg fuhr es bis 1996 auf den Gewässern in und um Berlin. Ab 1997 war das Schiff mit neuem Namen Stadt Halle auf der Saale in Fahrt. Mit der Insolvenz der Reederei Riedel 2019 wurde es an Rüdiger Ruwolt verkauft. Dieser bot es 2021 wieder zum Verkauf an. Der neue Betreiber, Lex-Event Berlin, taufte das Schiff auf den Namen Lexator um.

## Das Schiff
Die heutige Lexator wurde bis 2019 als Tagesausflugsschiff mit einer Zulassung für maximal 290 Personen eingesetzt. Sie ist 39,82 Meter lang und 5,78 Meter breit. Der mittlere Tiefgang wird mit 1,21 Meter angegeben. Im Jahr 2006 wurde ein neues Wendegetriebe Twin Disc MG 5091DL eingebaut und 2011 wurde das Schiff neu motorisiert und mit einem 6-Zylinder Deutz Turbo Typ Bf6M mit 196 kW mit Kastenkühler ausgestattet. Motor und Getriebe werden elektronisch vom Steuerhaus ferngesteuert. Ein elektrisches Bugstrahlruder verbessert die Manövrierfähigkeit. Zur Stromversorgung an Bord dient ein Generator, angetrieben von einem Dieselmotor.
Zur gastronomischen Versorgung der Fahrgäste stehen eine Kombüse, ein Tresenbereich und ein Serviceteam, je nach Anzahl der Gäste und Fahrtgebiet angepasst, zur Verfügung.